# Arawacus lincoides
Espèce
Arawacus lincoides est une espèce d'insectes lépidoptères de la famille des Lycaenidae, sous-famille des Theclinae et du genre Arawacus.

## Dénomination
Arawacus lincoides a été décrit par Max Wilhelm Karl Draudt en 1917, sous le nom initial de Thecla lincoides.

## Description
Arawacus lincoides est un petit papillon qui possède deux fines queues, une longue et une courte à chaque aile postérieure. Le dessus est blanc largement bordé de noir sur le bord externe des ailes antérieures, finement sur le bord externe des ailes postérieures.
Le revers est blanc rayé de marron, rayures partant du bord costal et aux ailes postérieures se rejoignant à l'angle anal.

## Écologie et distribution
Arawacus lincoides réside en Colombie et en Guyane,.

### Protection
Pas de statut de protection particulier.